# Bobsleigh Canada Skeleton
Bobsleigh Canada Skeleton est la fédération sportive de bobsleigh et de skeleton du Canada. En tant que fédération nationale, l'organisation est membre du Comité olympique canadien et de la Fédération internationale de bobsleigh et de tobogganing.

## Équipes
- Équipe nationale senior de bobsleigh
  - Équipe nationale de développement de bobsleigh
- Équipe nationale senior de skeleton
  - Équipe nationale de développement de skeleton

## Compétitions
- Championnat canadien de skeleton

## Fédérations provinciales
- Québec : Bobsleigh Skeleton Québec
- Alberta :
  - Alberta Bobsleigh Association
  - Alberta Skeleton Association
- Colombie-Britannique : BC Bobsleigh and Skeleton Association
- Ontario : Ontario Bobsleigh Skeleton Association

## Temple de la renommée

### Athlètes
- David MacEachern (2011)
- Douglas Anakin (1971)
- John Emery (1971)
- Victor Emery (1971)
- Peter Kirby (1971)
- Douglas Connor (1956)

### Bâtisseurs
- Robert H. Storey (1998)
- Cliff Powell (1988)